# 55 Гидры
55 Гидры (лат. 55 Hydrae), HD 130158 — двойная звезда в созвездии Гидры на расстоянии приблизительно 574 световых лет (около 176 парсек) от Солнца. Видимая звёздная величина звезды — +5,611m. Возраст звезды определён как около 257 млн лет.

## Характеристики
Первый компонент — бело-голубая звезда спектрального класса B9IV-V, или B9Si, или A0II-IIIp(Si), или A0p, или A0. Масса — около 3,14 солнечной, радиус — около 4,513 солнечного, светимость — около 190,546 солнечной. Эффективная температура — около 10447 K.
Второй компонент — коричневый карлик. Масса — около 40,86 юпитерианской. Удалён в среднем на 2,501 а.е..